# إنجي لمان
إنجي لمان (بالدنماركية: Inge Lehmann) كانت عالمة زلازل وفيزياء الأرض دنماركية، اكتشفت اللب الداخلي للكرة الأرضية (بالإنجليزية: Inner core) .

## النشأة والتعليم
ولدت إنجي ألفريد ليمان في كوبنهاغن بالدنمارك، في 13 مايو 1888، لأسرة أكاديمية تهتم بالعلم، وتلقت تعليمها الابتدائي في مدرسة لا تسمح بأي تمييز بين التلاميذ على أساس الجنس أو اللون أو الدين أو المكانة الطبقية، وهو للمفارقة نفس التمييز الذي ستعاني منه “إنجي” عند دخولها مجالًا علميًا يسيطر عليه الرجال فيما بعد.
درست «إنجي» الرياضيات في جامعة كوبنهاغن وجامعة كمبريدج (في الفترة من 1910 إلى 1911) ولكن دراستها كانت مُتقطعة على فترات بسب سوء حالتها الصحيَّة. حصلت على درجة في الرياضيات والعلوم الفيزيائية، انتقلت بعدها إلى هامبورغ بألمانيا لاستكمال دراستها، ثم عملت لفترة في المحاسبة والتأمين حتى عام 1925.

## عملها

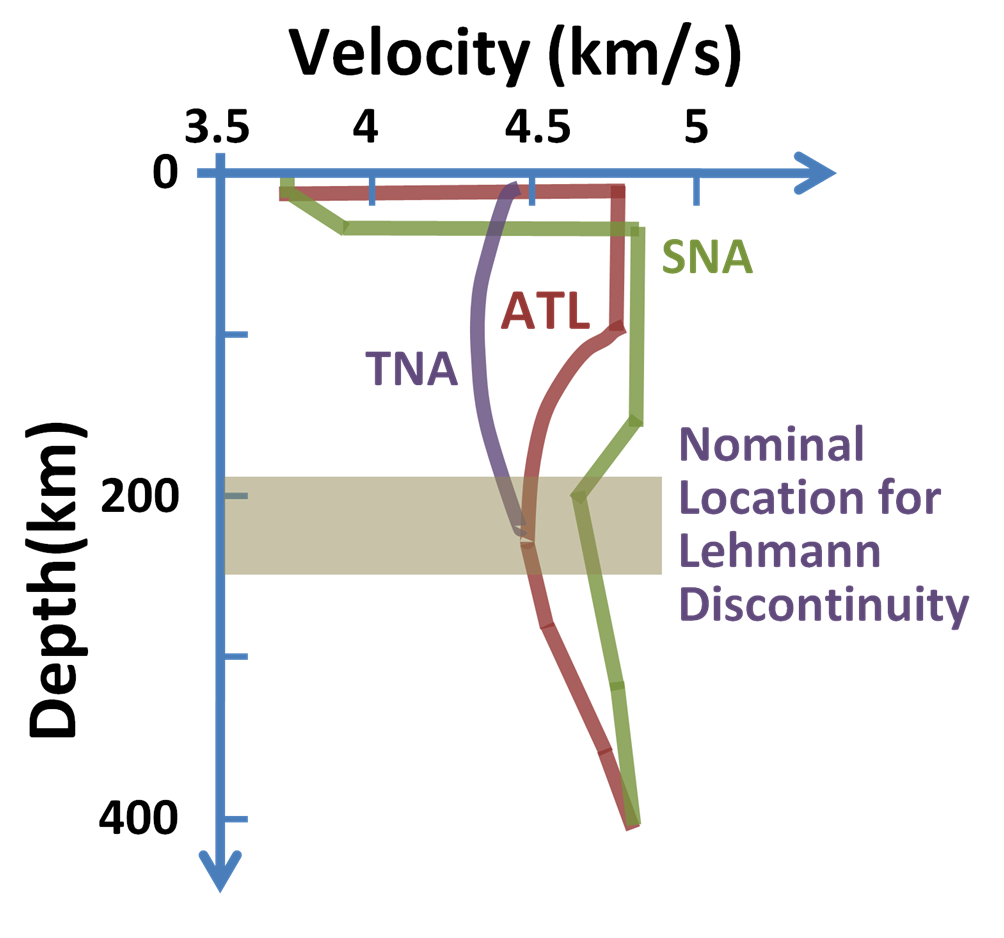
سرعة الموجة S.

عندما تحول مسار حياتها باختيارها للعمل كمساعد لمدير مؤسسة الجيوديسيا التي أنشأت حديثا، وتهتم بدراسة شكل الأرض وحجمها، وتحديد المواضع الدقيقة لأي نقطة على سطحها، ووصف التغيرات في مجال جاذبيتها، ويعد نظام تحديد المواقع العالمي GPS من أحدث تطبيقاتها.
كان هدف المؤسسة إعداد شبكة محطات لرصد وقياس الزلازل، فأقامت ثلاث محطات، واحدة في كوبنهاغن واثنتين في جرينلاند، ورغم صعوبة البدايات، باشرت المحطات العمل، وبدأت مرحلة جديدة في حياتها، فدرست الجيوديسيا والجيوفيزياء لثلاثة شهور في دارمشتاد- ألمانيا مع البروفيسور الألماني بينو جوتنبرج، وأتيحت لها الفرصة لزيارة محطات قياس ورصد الزلازل في عدة دول أوربية، حين كان يعتقد في ذلك الوقت أن الأرض تتكون من طبقة داخلية سائلة تسمى اللب، وطبقة ثانية تسمى الوشاح، ثم طبقة خارجية تسمى القشرة.
في عام 1927 شاركت إنجي في مؤتمر الاتحاد الدولي للجيوديسيا والجيوفيزياء في براج بالتشيك حيث نوقشت هناك طرق حساب الزمن الذي تستغرقه موجات الزلزال في رحلتها داخل الأرض، وكانت معظم النتائج غير دقيقة بسبب عدم دقة الرصد، واختلفت “إنجي” مع ما قدمه أساتذتها جوتنبرج وآخرون من تفسيرات تقول بانثناء أو حيود الموجات على حافة لب الأرض، لتبدأ رحلة جديدة في كشف أسرار باطن الأرض.
بعد تحليل دقيق لنتائج رصد أربع محطات أوربية لزلزال حدث قرب نيوزيلندا في 1929، أصبحت إنجي أكثر اقتناعا بأن لديها التفسيرالصحيح، فاقترحت تكون لب الأرض من طبقة داخلية صلبة (اللب الداخلي)، وطبقة خارجية سائلة (اللب الخارجي)، وأن بينهما طبقة فاصلة، ونشرت خلاصة فكرتها في ورقة تحت عنوان “P” ، وهو أقصر عنوان لدراسة في تاريخ العلوم، والتي نشرت في عام 1936.
السيرة الذاتية لعالمة الزلازل إنجي لمان:
قالت إنجي إنه لا يمكن الجزم بأن هذا التفسير صحيح لأن البيانات غير كافية ولكنه كان تفسيرا مقبولًا وافتراض وجود لب داخلي لا يتعارض مع المشاهدات. ولم يستغرق الأمر أكثر من عامين حتى تمكن كل من جوتنبرج وعالم الزلازل الأمريكي تشارلز ريختر من تحديد نصف قطر اللب الداخلي (حوالي 1200 كيلومترا)، وهكذا أصبح فرض إنجي بوجود لب داخلي مقبولًا ا على نطاق واسع وأكدته القياسات والتحاليل الدقيقة التي أجريت في السبعينات.
وفي عام 1951 تلقت دعوة لزيارة الولايات المتحدة الأمريكية، فذهبت في العام التالي، وشاركت هناك في البحث حول موجات جديدة كان قد تم رصدها، وهناك اكتشفت من خلال مقارنة نتائج الرصد بين القارتين، أوروبا وأمريكا الشمالية، أن هناك دليلا على اختلاف في تركيب الطبقة العليا لوشاح الأرض تحت القارتين.
في عام 1952 تقدمت إنجي إلى جامعة كوبنهاغن للحصول على درجة بروفيسور في الجيوفيزياء لكن اللجنة رفضت منحها اللقب لأسباب غير مفهومة وربما كانت لأسباب شخصية، وربما كان ذلك أحد أسباب استقالتها من معهد الجيوديسيا الذي تولت مسؤوليته منذ إنشائه.
لكن “إنجي” لم تستقل من العلم، فانتقلت إلى الولايات المتحدة، وسط اهتمام متزايد برصد الزلازل وتأثير التفجيرات النووية على طبقات الأرض، واهتمت بدراسة انتشار الموجات عند مسافات صغيرة من مركز الزلزال، فرصدت تزايدا مفاجئا في السرعة عند حافة طبقة من وشاح الأرض (في حدود 220 كيلومترا)، ما يؤشر على وجود انفصال بين طبقتين في وشاح الأرض.

## إنجازاتها العلمية
اهتمت بدراسة شكل الأرض وحجمها وتحديد المواضع الدقيقة لأي نقطة على سطحها، كذلك وصف التغيرات في مجال جاذبيتها. ويعد نظام تحديد المواقع العالمي (GPS) من أحدث تطبيقاتها.